# NXT TakeOver: Philadelphia
NXT TakeOver: Philadelphia was een professioneel worstelshow en WWE Network evenement dat georganiseerd werd door WWE voor hun NXT brand. Het was de 18e editie van NXT TakeOver en vond plaats op 27 januari 2018 in het Wells Fargo Center in Philadelphia, Pennsylvania.

## Matches
| Nr. | Match | Winnaar(s)           | Opmerkingen                                                                                | Bron  |
| --- | --- | -------------------- | ------------------------------------------------------------------------------------------ | ----- |
| 1N  | Nikki Cross vs. Lacey Evans                                                                                    | Nikki Cross          | Een-op-een match.                                                                          | [ 2 ] |
| 2N  | TM-61 (Nick Miller & Shane Thorne) vs. The Ealy Brothers (Gabriel & Uriel Ealy)                                | TM-61                | Tag team match.                                                                            | [ 2 ] |
| 3N  | Roderick Strong vs. Tyler Bate                                                                                 | Roderick Strong      | Een-op-een match om Number 1 Contender te worden voor het WWE United Kingdom Championship. | [ 2 ] |
| 4   | The Undisputed Era (Bobby Fish & Kyle O'Reilly) (c) vs. The Authors of Pain (Akam & Rezar) (met Paul Ellering) | The Undisputed Era   | Tag team match voor het NXT Tag Team Championship.                                         | [ 3 ] |
| 5   | Velveteen Dream vs. Kassius Ohno                                                                               | Velveteen Dream      | Een-op-een match.                                                                          | [ 3 ] |
| 6   | Ember Moon (c) vs. Shayna Baszler                                                                              | Ember Moon           | Een-op-een match voor het NXT Women's Championship.                                        | [ 3 ] |
| 7   | Aleister Black vs. Adam Cole                                                                                   | Aleister Black       | Extreme Rules match.                                                                       | [ 3 ] |
| 8   | Andrade "Cien" Almas (c) (met Zelina Vega) vs. Johnny Gargano                                                  | Andrade "Cien" Almas | Een-op-een match voor het NXT Championship.                                                | [ 3 ] |